# Monoi-Öl

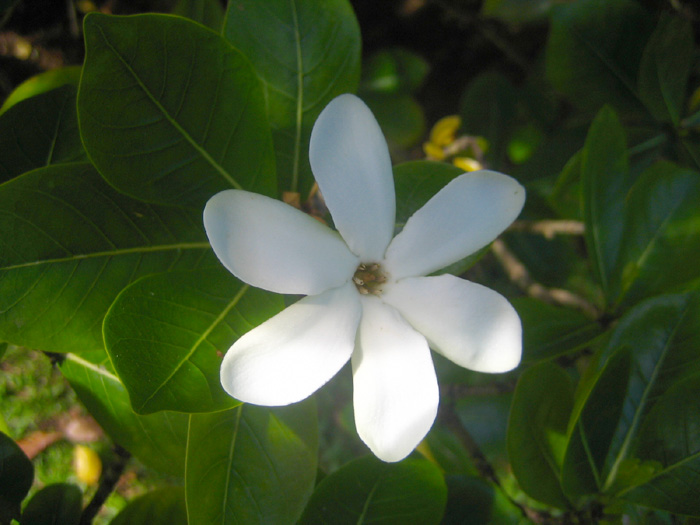
Blüte der Tiare (Gardenia tahitensis).

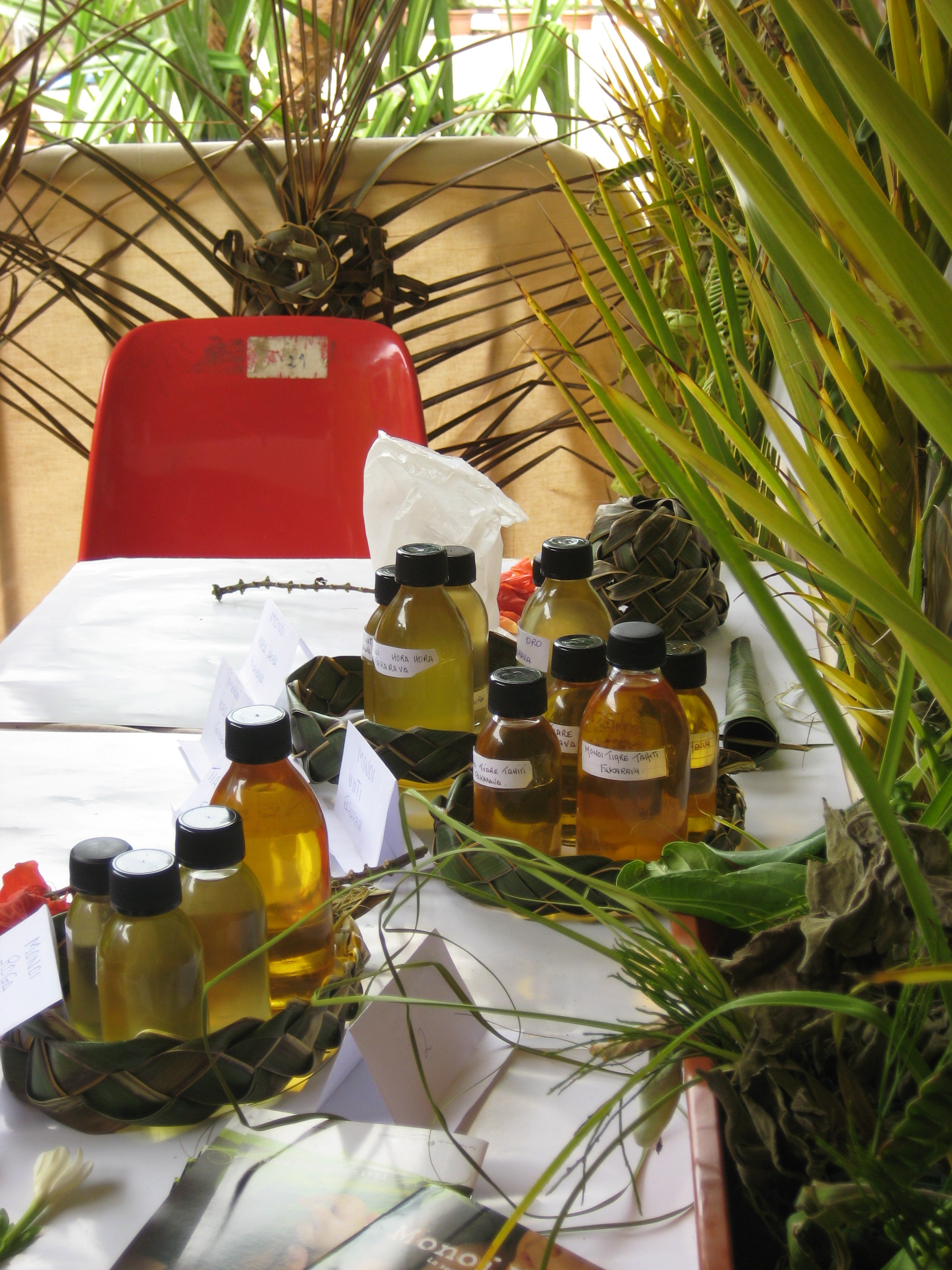
Monoi Tiare de Tahiti (Polynesien).

Monoi-Öl oder Monoi Tiare de Tahiti ist ein in Französisch-Polynesien hergestelltes, traditionelles Schönheitsmittel. Das Öl wird durch Mazeration der weißen, stark duftenden Blüten der Tiare (Gardenia tahitensis) aus der Gattung der Gardenien mit Kokosnussöl (Cocos nucifera) hergestellt und äußerlich angewendet.
Monoi-Öl soll die Haut zart und geschmeidig machen und dem Haar einen seidigen Glanz verleihen. Zur Herstellung werden die Blüten der Tiare vor der Morgendämmerung gepflückt und für einige Zeit in frischem Kokosnussöl mazeriert. Dabei geben die Blüten feuchtigkeitsspendende und pflegende Inhaltsstoffe und die typischen Duftstoffe an das Öl ab. Als Echtheitsmerkmal für die natürliche Herstellung werden Flaschen mit einer in das gelbliche Öl eingelegten Tiare-Blüte verkauft.
James Cook scheint Monoi-Öl allerdings nicht geschätzt zu haben, denn er schreibt im Logbuch seiner ersten Reise am 13. Juli 1769 über die Einwohner von Tahiti:

„Das einzig Missliche an ihnen ist das Öl, mit dem sie ihre Köpfe einreiben, Monoe, wie sie es nennen; dieses ist Kokosnussöl, welchem gewisse süße Kräuter und Blumen beigemengt sind, und das Öl ist im allgemeinen sehr ranzig, was seinem Benützer keinen sonderlich angenehmen Duft verleiht.“

In der polynesischen Sprache bezeichnet Monoi „duftendes Öl“, doch nur der Extrakt von der Insel Tahiti darf „Monoi de Tahiti“ genannt werden. Das Wort Tiare für die Gardenia tahitensis hat seinen Ursprung auf Tahiti. In der Vanuatu-Sprache wurde die Pflanze Neace-ya-vat genannt, Mbua auf Fidji und Siale auf Tonga. In der internationalen Nomenklatur für kosmetische Inhaltsstoffe (INCI) heißt der Blütenextrakt GARDENIA TAHITENSIS FLOWER EXTRACT.
Der angenehm riechende, blühende Busch, der ursprünglich nur in Mikronesien vorkam, wurde von den Polynesiern während ihrer Migration mitgeführt. Diese „Nationalpflanze“ Tahitis und seiner Nachbarinseln hat feste Zweige, einander gegenüber liegende Blätter und schneeweiße Blütenblätter. Der Busch blüht das ganze Jahr über, wenn auch in Monaten April und September mit besonders vielen Blüten.
Pflanzen der Familie der Rubiaceae werden als sehr süßlich im Geruch wahrgenommen, insbesondere weiße Exemplare, wie die Gardenia tahitensis. Der Geruch der Tiare erinnert an Gardenien und Polianthes tuberosa (mexikanisches Krautgewächs) und enthält ebenso eine Komponente Apfelblüte.